# ولی اکیرز (کالیفرنیا)
ولی اکیرز (به انگلیسی: Valley Acres) یک منطقهٔ مسکونی در ایالات متحده آمریکا است که در شهرستان کرن، کالیفرنیا واقع شده‌است. ولی اکیرز ۱۰٫۶۷۹ کیلومتر مربع مساحت و ۵۲۷ نفر جمعیت دارد و ۱۲۸ متر بالاتر از سطح دریا واقع شده‌است.